# Det farlige Spil
Det farlige Spil er en dansk stum romantisk dramafilm fra 1912 produceret af Nordisk Films Kompagni og instrueret af Eduard Schnedler-Sørensen med Robert Dinesen og Dagny Schyberg i hovedrollerne.
Filmen havde dansk biografpremiere den 28. marts 1912 i Panoptikon Teatret, og blev i tysktalende lande distribueret som Ein verwegenes Spiel, i engelsktalende lande som A Dangerous Play og i fransktalende lande som Le Jeu Dangereux.

## Handling
En millionær køber en hertugindetitel til sin datter for at arrangere at hun via sin titel kan gifte sig ind i en adelig familie. Hun har dog allerede udset sig en ung officer som udkåren, men han har en slående lighed med den hertug, som millionærfaderen ønsker datteren gift med.

## Medvirkende
- Robert Dinesen - Løjtnant Roberts
- Dagny Schyberg - Eva, millionærdatter
- Frederik Jacobsen - Harrison, millionær
- Aage Hertel - Willy, skuespiller
- Hilmar Clausen - Hertugen af Rouen
- Jenny Roelsgaard
- Frederik Christensen